# Sphaerilloides antipodum
Sphaerilloides antipodum är en kräftdjursart som beskrevs av Albert Vandel1977. Sphaerilloides antipodum ingår i släktet Sphaerilloides och familjen Armadillidae. Inga underarter finns listade i Catalogue of Life.